# 도고 아르헨티노

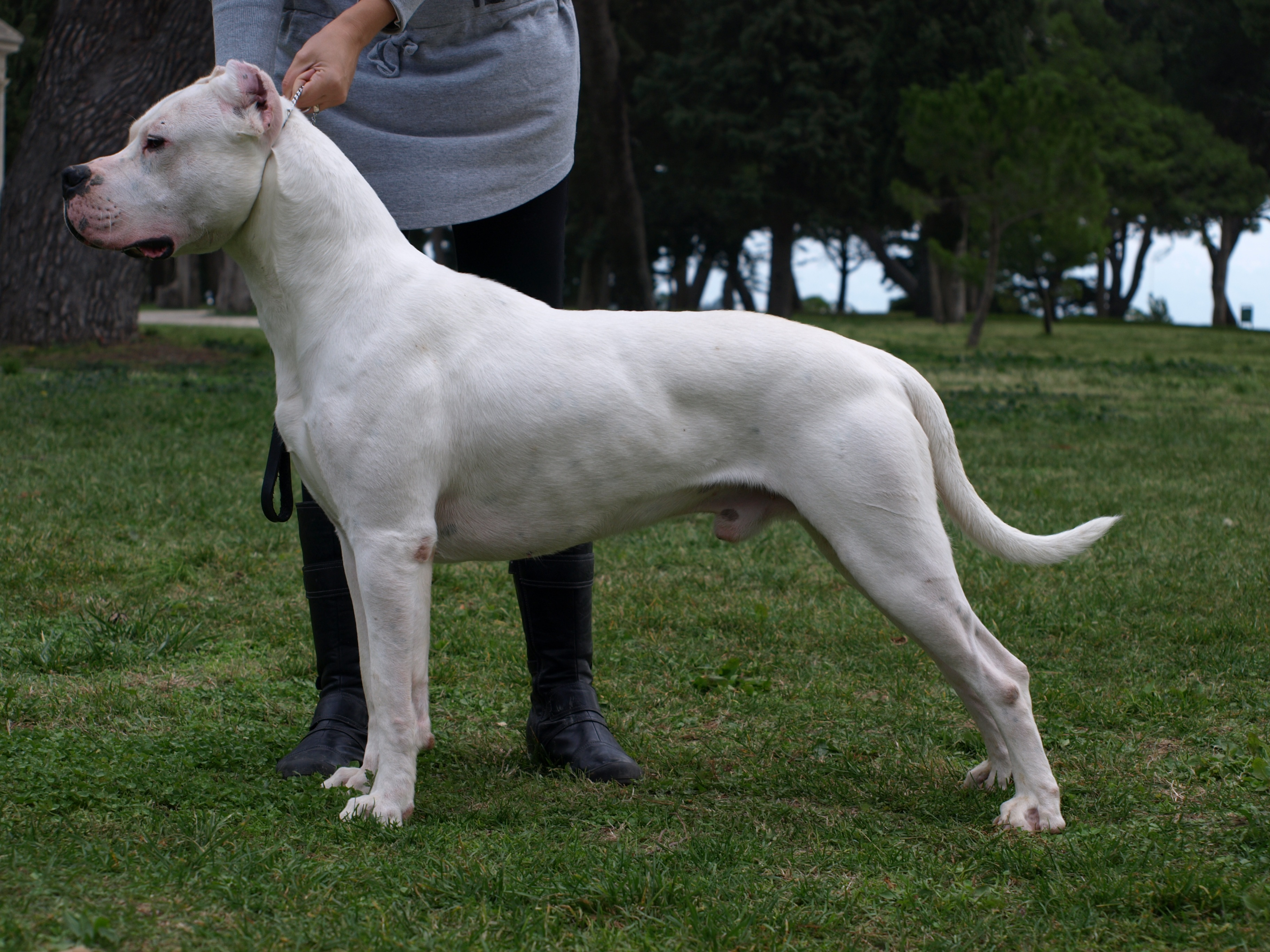

도고 아르헨티노(Dogo Argentino)는 멧돼지를 포함한 사냥용으로 쓰이는 아르헨티나 출신의 흰색의 큰 견종이다. 1928년 그레이트 데인을 포함한 다양한 견종과 함께 코도바 도그로부터 처음 사육되었다.